# Трипура (княжество)

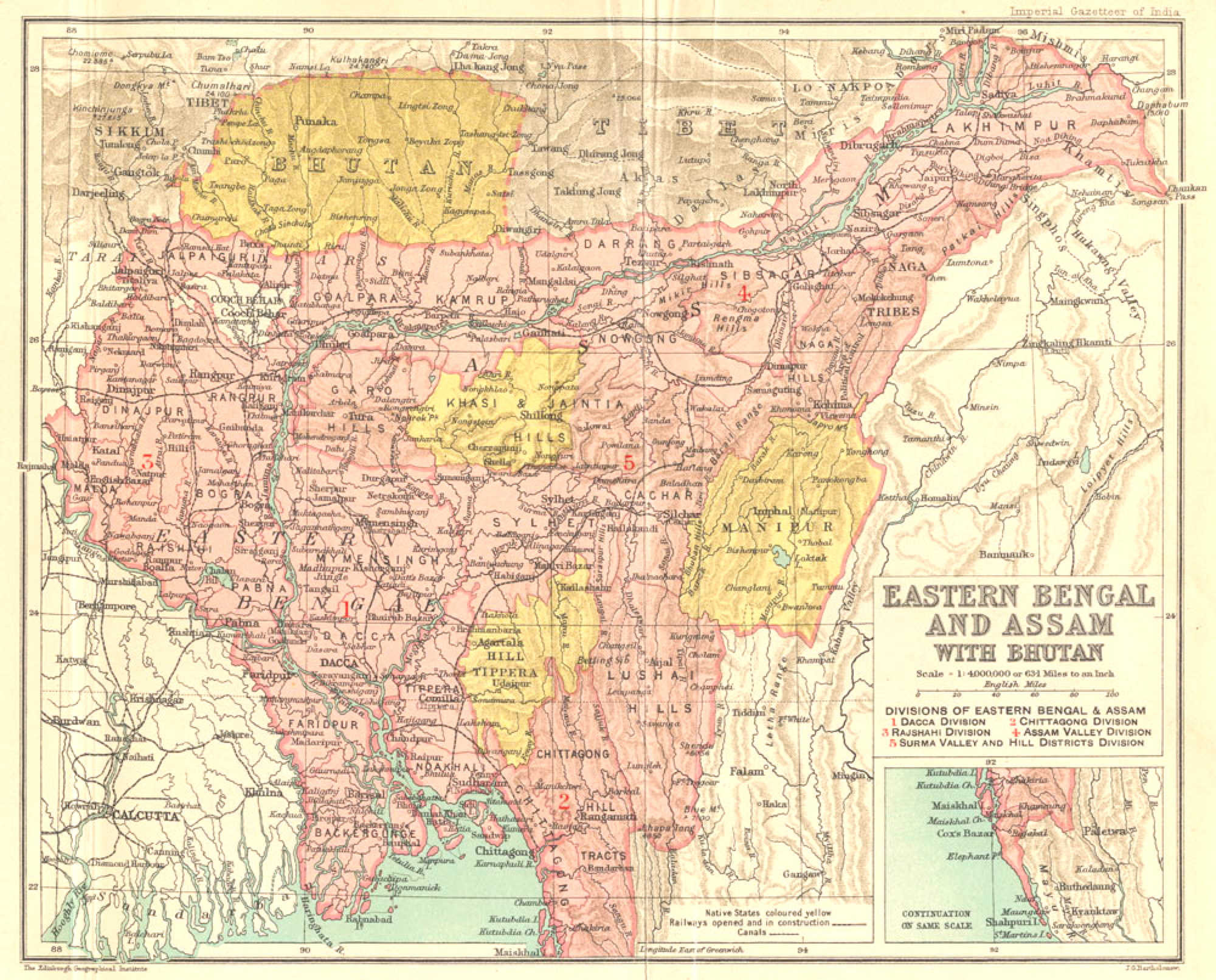
Княжество Хилл Типперах в Бенгальском справочнике, 1907 год

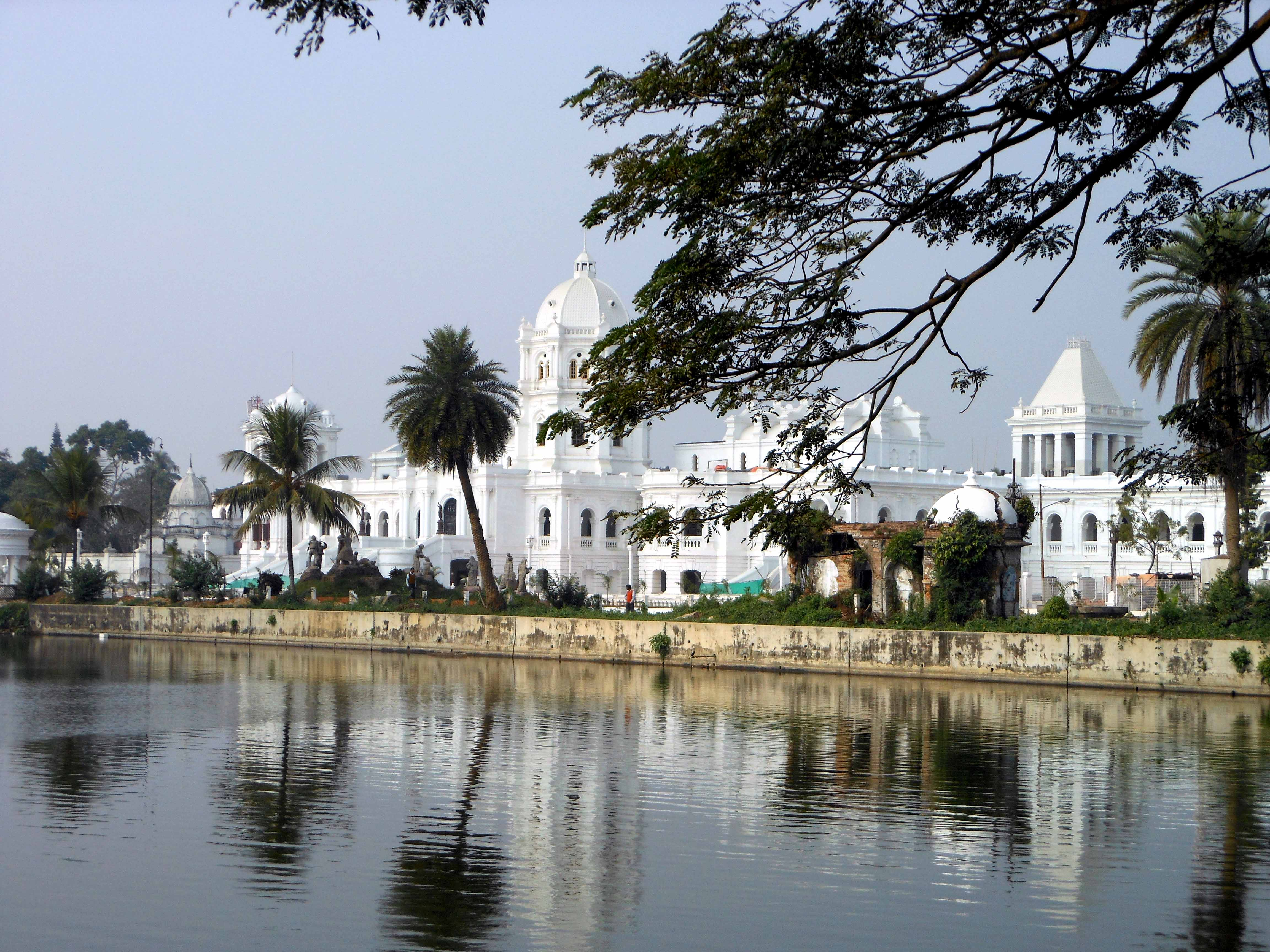
Дворец Уджаянта.

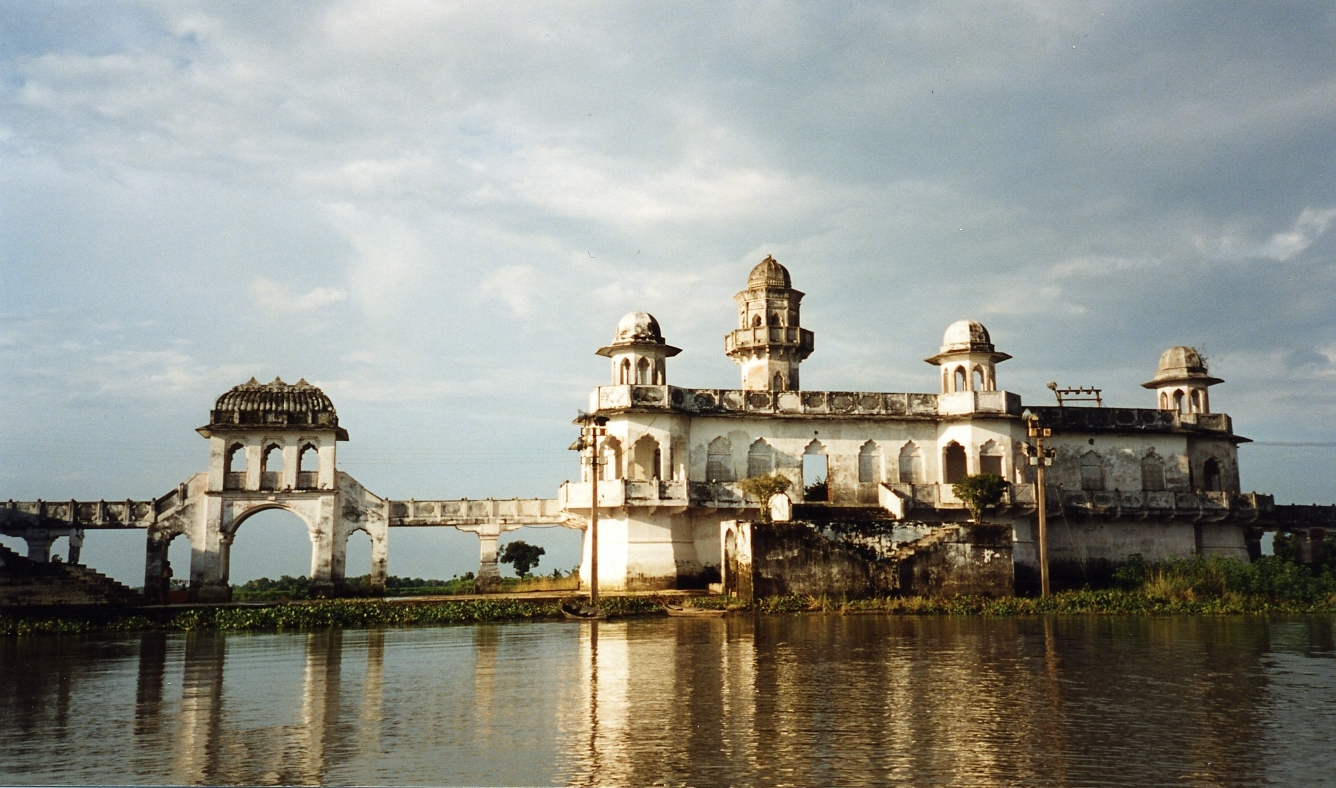
Дворец Нермахал

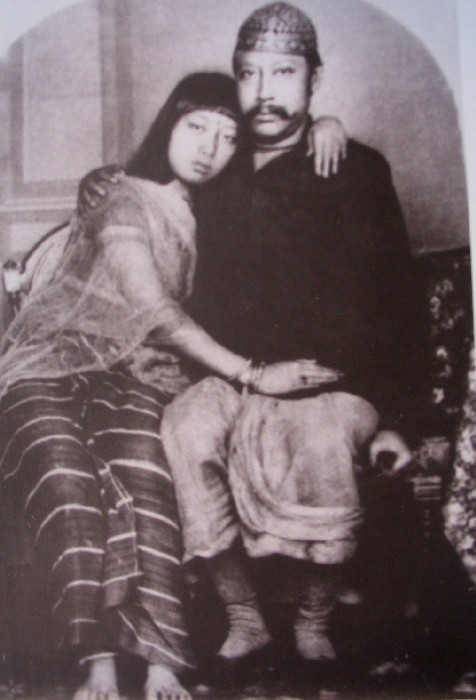
Махараджа Бир Чандра Маникья с Махарани Манамохини

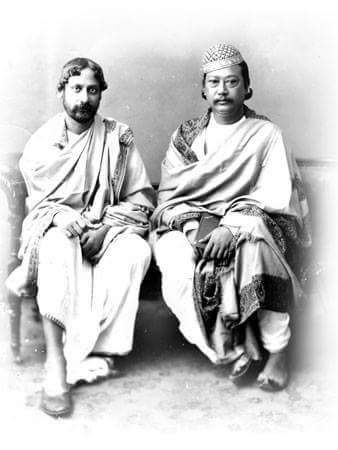
Тагор с Махараджей Радхой Кишоре в 1900 году

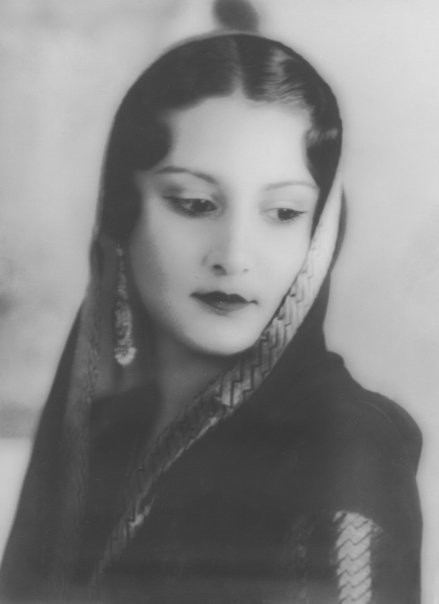
Махарани Канчан Прабха Деви, председатель регентского совета княжества, подписавшая документ о присоединении княжества к Индийском союзу

Княжество Трипура (бенг. ত্রিপুরা; англ. Tripura), также известное как Хилл Типпера — туземное княжество в Индии в период британского владычества. Его правители принадлежали к династии Маникья, и до августа 1947 года государство находилось в субсидиарном альянсе с Великобританией, из которого оно было освобождено законом о независимости Индии 1947 года. Государство присоединилось к новому независимому Индийскому союзу 13 августа 1947 года, а затем было включено в Индийский союз в октябре 1949 года.
Княжеское государство находилось в современном индийском штате Трипура. В состав княжества входил один город Агартала, а также в общей сложности 1463 деревни. В 1941 году его площадь составляла 10 660 км², а население — 513 000 человек.

## История
Предшествующее государство Трипура было основано около 100 года нашей эры. Согласно легенде, династия Маникья получила свое название от драгоценного камня («Мани» на санскрите), полученного из лягушки. Первым царем, который правил государством под царским титулом Маникья, был Махараджа Маха Маникья, взошедший на трон в 1400 году. «Раджмала», Хроника царей Трипуры, была написана на бенгальском языке в XV веке под руководством Дхармы Маникьи I. Королевство Трипура достигло своего максимального расширения в XVI веке.
В 1764 году, когда Британская Ост-Индская компания взяла под свой контроль Бенгалию, находившуюся под властью Империи Великих Моголов. В 1809 году Трипура стала британским протекторатом, а в 1838 году раджи Трипуры были признаны британскими монархами. В 1826—1862 годах восточная часть княжества подверглась опустошениям со стороны захватчиков племен куки, которые грабили и уничтожали деревни, убивая их жителей.
Среди членов королевской семьи Трипура были проблемы в каждом преемнике, когда честолюбивые принцы часто прибегали к услугам племен куки, чтобы вызвать беспорядки. Таким образом, в 1904 году англичане приняли санад, который постоянно регулировал преемственность королевской семьи. Отныне престолонаследие должно было признаваться вице-королем Индии, представляющим британскую корону.
Бир Чандра Маникья (1862—1896) смоделировал свою администрацию по образцу Британской Индии и провел реформы, в том числе учредил муниципальную корпорацию Агартала. В 1905 году Трипура вошла в состав новой провинции Восточная Бенгалия и Ассам и получила название «Хилл Типперах». В дополнение к району Хилл Типпера, который соответствует штату Трипура, местные монархи сохранили плодородное поместье, известное как Чакла Рошнабад площадью 1476 км2, расположенное на равнине районов Ноакхали, Силхет и Типпера; последний теперь в основном входит в состав округа Комилла в Бангладеш.
Махараджа Бир Бикрам Кишор Деббарма скончался в мае 1947 года, незадолго до обретения Индией независимости. Его сын Кирит Бикрам Кишоре (1933—2006) был в то время несовершеннолетним, и поэтому Махарани Канчан Права Деви председательствовала в регентском совете, созданном для управления княжеством. 13 августа 1947 года Махарани подписал акт о присоединении к Индийскому союзу. В последующие месяцы в государстве происходили беспорядки, и в административном устройстве быстро произошли некоторые изменения. Наконец, 9 сентября 1949 года Махарани подписали соглашение о слиянии с Индийским союзом, который вступил в силу 15 октября, и Трипура стала централизованно управляемой частью штата с (Провинция главного комиссара) Индии.
Кирит Прадйот Деб Барман (род. 1978) — единственный сын последнего короля Трипуры.

## Правители
Глава царской семьи Трипура носил титул «Махараджа» с 1919 года. С 1897 года правители получили право на 13-пушечный салют от британских властей.

### Раджи
- 1685—1693, 1695—1712: Ратна Маникья II (ок. 1680—1712), дважды раджа Трипуры. Старший из четырех оставшихся в живых сыновей Рамы Маникья (1676—1685)
- 1693—1695: Нарендра Маникья (? — 1695), сын принца Трипури Дурги Тхакура и внук раджи Говинды Маникьи (1660—1661, 1667—1676)
- 1712—1714: Махендра Маникья (? — 1714), сводный брат предыдущего, сын Рамы Маникьи
- 1714—1732: Дхарма Маник II (? — 1729), младший брат предыдущего, сын Рамы Маникьи
- 1725—1729: Джагат Маникья (? — 1729), дальний родственник и соперник предыдущего
- 1729: Дхарма Маник II (? — 1729), сын Рамы Маникьи
- 1729—1739: Мукунда Маникья (? — 1739), младший из четырех сыновей Рамы Маникья. Свергнут Великими Моголами из-за неспособности обеспечить ежегодную дань в размере пяти слонов.
- 1739—1744: Джай Маник II , потомок Чатры Маникьи.
- 1744—1746: Индрасья Маник II , сын Мукунды Маникьи.
- 1746—1748: Биджайя Маникья III , брат Джая Маникьи и потомок Чатры Маникьи
- ок. 1748 — ок. 1758 Шамшер Гази, регент (1712—1760)
- 1748—1760: Лакшман Маникья (? — 1760), сын Гангадхара Тхакура и внук раджи Дхармы Маникьи II
- 1760—1761: Кришна Маникья (? — 11 июля 1783), третий сын Мукунды Маникьи
- 1761—1767: Баларам Маникья. Возведен на престол навабом Бенгалии, свергнут в пользу Кришны Маникьи.
- 1767 — 11 июля 1783: Кришна Маникья (? — 11 июля 1783), третий сын Мукунды Маникьи
- 11 июля 1783 — март 1804: Раджадхара Маникья II (? — март 1804), племянник предыдущего
- Март 1804 — 18 октября 1809: Рамаганга Маникья (1-й раз) (? — 14 ноября 1826), старший сын предыдущего.
- 18 октября 1809 — 6 апреля 1813: Дурга Маникья (? — 6 апреля 1813), сын Лакшмана Маникьи и двоюродный брат предыдущего
- 6 апреля 1813 — 14 ноября 1826: Рамаганга Маникья (2-й раз), (? — 14 ноября 1826), старший сын Раджадхары Маникья II
- 14 ноября 1826 — 19 марта 1830: Кашичандра Маникья (? — 19 марта 1830), младший брат предыдущего, наследник престола с 1821 года.
- 19 марта 1830 — 3 апреля 1849: Кришна Кишор Маникья (? — 3 апреля 1849), племянник предыдущего, наследник престола с 1827 года.
- 3 апреля 1849 — 31 июля 1862: Ишан Xандра Маникья (1829 — 31 июля 1862), старший сын предыдущего
- 31 июля 1862 — 11 декабря 1896: Бир Чандра Маникья (1838 — 11 декабря 1896), младший брат предыдущего. С 24 октября 1877 года — махараджа Трипуры.
- 11 декабря 1896 — 12 марта 1909: Радха Кишор Маникья (26 июля 1857 — 12 марта 1909), старший сын предыдущего
- 12 марта 1909 — 1 января 1919: Бирендра Кишор Маникья (3 ноября 1883 — 13 августа 1923), старший сын предыдущего.

### Махараджи
- 1 января 1919 — 13 августа 1923: Бирендра Кишор Маникья (3 ноября 1883 — 13 августа 1923), старший сын Радхи Кишора Маникья
- 17 августа 1923 — 17 мая 1947: Бира Бикрама Кишор Маникья (19 августа 1908 — 17 мая 1947), второй сын предыдущего. С 3 июня 1935 года — сэр Вира Викрама Кишор Маникья.
- 17 мая 1947 — 15 октября 1949: Маникья Кирит Бикрам Кишоре Деб Барман (12 декабря 1933 — 27 ноября 2006), старший сын предыдущего
  - 17 мая 1947 — 15 октября 1949: Махарани Канчан Прабхавати Махадеви, глава регентского совета (28 мая 1914—1973), мать Кирита Бикрама.

### Титулярные махараджи
- 15 октября 1949 — 27 ноября 2006: Маникья Кирит Бикрам Кишоре Деб Барман (12 декабря 1933 — 27 ноября 2006), старший сын Виры Викрамы Кишора Маникья
- 27 ноября 2006 — настоящее время: Кирит Прадйот Деб Барман (род. 4 июля 1978), единственный сын предыдущего.

## Символы

### Флаг
На флаге изображен герб, на фоне шафрана и красного цвета.

### Герб
Девиз — «Bir ta Saramekam» (Храбрость — это то, что нужно больше всего, или нет ничего лучше воина).